# Jarno Molenberghs
Jarno Molenberghs (Geel, 11 december 1989) is een Belgische voetballer die als middenvelder speelt. In 2017 verruilde hij KVC Westerlo voor KFC Oosterzonen.
Molenberghs werd door PSV ontdekt toen voor Hoger-Op Oostham (later hernoemd tot Taxandria United) speelde.
Na drie jaar PSV werden enkele belofteploegen samengevoegd, wat tot een spelersoverschot leidde.
Jarno kon in Nederland blijven, want er was een mogelijkheid om uitgeleend te worden aan een andere club, maar hij mocht ook een andere club zoeken. Dat werd uiteindelijk KVC Westerlo waar hij in 2008 een jaarcontract kreeg, dat later werd verlengd. In het seizoen 2009/10 werd hij opgenomen in de A-selectie. Tijdens 3 invalbeurten scoorde hij eenmaal.

## Clubstatistieken
| seizoen | club                   | land   | klasse                 | duels | goals |
| ------- | ---------------------- | ------ | ---------------------- | ----- | ----- |
| 2009/10 | KVC Westerlo           | België | Jupiler League         | 3     | 1     |
| 2009/10 | KVC Westerlo           | België | Play-Off II A          | 6     | 0     |
| 2010/11 | KVC Westerlo           | België | Jupiler League         | 10    | 0     |
| 2010/11 | KVC Westerlo           | België | Play-Off II A          | 6     | 0     |
| 2011/12 | KVC Westerlo           | België | Eerste Klasse          | 1     | 0     |
| 2011/12 | →Lommel United         | België | Tweede Klasse          | 30    | 4     |
| 2012/13 | KVC Westerlo           | België | Tweede klasse          | 8     | 0     |
| 2013/14 | KVC Westerlo           | België | Tweede klasse          | 32    | 4     |
| 2014/15 | KVC Westerlo           | België | Eerste klasse          | 32    | 2     |
| 2015/16 | KVC Westerlo           | België | Eerste klasse          | 21    | 0     |
| 2016/17 | KVC Westerlo           | België | Eerste klasse          | 15    | 1     |
| 2016/17 | →Lommel United         | België | Tweede Klasse          | 12    | 0     |
| 2017/18 | Oosterzonen Oosterwijk | België | Eerste klasse amateurs | 4     | 0     |
| Totaal  | Totaal                 | Totaal | Totaal                 | 180   | 12    |